# Bingen am Rhein
Bingen am Rhein é uma cidade   da Alemanha localizada no distrito de Mainz-Bingen, estado da Renânia-Palatinado. Está localizada às margens do rio Reno. Faz parte de uma região histórica declarada Patrimônio da Humanidade.
O primeiro povoado  construído no local foi obra dos celtas, chamando-o de Binge. Depois foi habitado pelos romanos, que o tornaram um posto militar e o ponto de partida da Via Ausônia, que o ligava a Tréveris. Entre 335 e 360 a então vila foi cristianizada. Depois se tornou um domínio dos francos e em 983 foi doada pelo imperador Otão III ao arcebispo de Mogúncia. Em 1165 foi devastada por guerras, e no século XIII se tornou membro da Liga do Reno. No início do século XV a cidade foi comprada do arcebispado pelo Capítulo da Catedral de Mogúncia, e permaneceu sob sua administração até o fim do século XVIII, período em que sofreu vários incêndios e pilhagens. No século XIX passou sucessivamente para a jurisdição francesa, para o Grão-Ducado de Hesse-Darmstádio, para a Prússia, até que foi absorvida pelo recém-criado Império Alemão em 1871. Em 1969, Bingen absorveu o município de Bingerbrück, e em 1972 os de Dromersheim e Sponsheim. O topônimo "am Rhein" só foi acrescentado ao seu nome em 1982. Em 2006 possuía 24.587 habitantes.
É hoje um ativo ponto turístico por suas construções históricas, seus vários festivais culturais e sítios arqueológicos, e tem sua economia reforçada pela vitivinicultura. É conhecida também por ser a cidade natal de Santa Hildegarda de Bingen, Stefan George e Berta de Bingen.
|  |